# Lotte Gerson
Lotte Gerson (geboren 17. März 1905 in Essen; gestorben Mai 1995 in Berlin) war eine deutsche Bauhaus-Studentin und Fotografin. Sie führte während der Ehen mit zwei Bauhaus-Studierenden die Namen Burckhardt und Collein, sie wird häufig auch Lotte Gerson-Collein genannt.

## Leben
Lotte Gerson machte ihren Schulabschluss am Lyzeum in Hamm. Danach probierte sie verschiedene Berufe aus: in einer Schneiderwerkstatt in München, in einer Handweberei in Dachau und Büroarbeit. Schließlich besuchte sie für ein Jahr eine Soziale Frauenschule in Bremen.
Von 1927 bis 1930 studierte Lotte Gerson am Bauhaus in Dessau, wo sie die Grundlehre bei Josef Albers und die Formenlehre bei Wassily Kandinsky durchlief. Aus der Grundlehre sind eine Positiv-Negativ-Faltung und eine Drahtskulptur erhalten, die heute in der Sammlung der Stiftung Bauhaus Dessau verwahrt werden. Schon im ersten Lehrjahr engagierte sich Gerson in der Tischlerei und sie fotografierte. Ihre Bilder wurden erstmals im Frühjahr 1928 in der Zeitschrift bauhaus veröffentlicht. Gerson dokumentierte mit der Kamera das Leben am Bauhaus und beschäftigte sich mit der Fotografie von einfachen Objekten und ihren Schatten. In der Bauhauskapelle spielte sie Saxophon. Sie schloss nach drei Semestern einen Lehrvertrag bei Hannes Meyer in der Tischlerei ab. 1928 heiratete sie den Schweizer Bauhaus-Studenten Andreas Burckhardt, die Ehe hielt nur ein Jahr.
Im Frühjahr 1929 wurde ihr Entwurf einer Kinderschaukel in das Produktionsprogramm der Tischlerei aufgenommen. Im Sommersemester 1929 besuchte Gerson die Baulehre, wo sie unter anderem mit Edmund Collein und Wera Meyer-Waldeck studierte. Im Frühjahr 1930 arbeitete sie an dem Entwurf der Volksschule für die Siedlung Törten. Ende 1930 – das Bauhaus wurde inzwischen von Ludwig Mies van der Rohe geleitet – stellte sie einen Antrag auf Erteilung eines Abschluss-Diploms, der jedoch abgelehnt wurde, „[...] da trotz der anerkannten fleissigen und sauberen arbeiten selbständige schöpferische tätigkeit von ihr nicht erwartet werden kann“.
Daraufhin verließ Gerson das Bauhaus und zog mit Edmund Collein nach Wien. Sie heiratete ihn 1931, und die beiden bekamen eine Tochter. Nach dem „Anschluss“ Österreichs ans Deutsche Reich 1938 verließen sie Wien und gingen nach Berlin-Charlottenburg. Gerson und ihre Tochter waren als Jüdin bzw. „Halbjüdin“ von Verfolgung und Deportation bedroht.
Nach dem Zweiten Weltkrieg entschieden sich Lotte und Edmund Collein, zum Aufbau einer sozialistischen Gesellschaft beizutragen und zogen in den sowjetisch besetzten Sektor von Berlin. Ihr Mann machte dort eine steile Karriere als Architekturfunktionär. Nach Fertigstellung der Stalinallee bezog die Familie eine Wohnung in einem der Hochhäuser am Strausberger Platz. Über weitere Aktivitäten von Lotte Gerson-Collein in den Feldern Architektur und Design ist nichts bekannt.

## Ausstellungen
- 1988: Lotte Gerson mit Edmund Collein, bauhaus utopien, Kölnischer Kunstverein[6]